# ジュルベル州
ジュルベル州（ジュルベルしゅう、Région de Diourbel）は、セネガル共和国の州。セネガルの中西部に位置する。州都はジュルベル市。
ジュルベル州の面積は4,860km2、人口2,080,335人(2023年国勢調査)。

## 歴史
フランス領西アフリカ時代はジュルベル圏（Cercle）で、1960年の独立により圏から州に改編された。1976年6月26日、州北部がルーガ州として分離した。

## 隣接州
- ルーガ州
- カフリン州
- ファティック州
- ティエス州

## 下位行政区画
3県に分けられる。

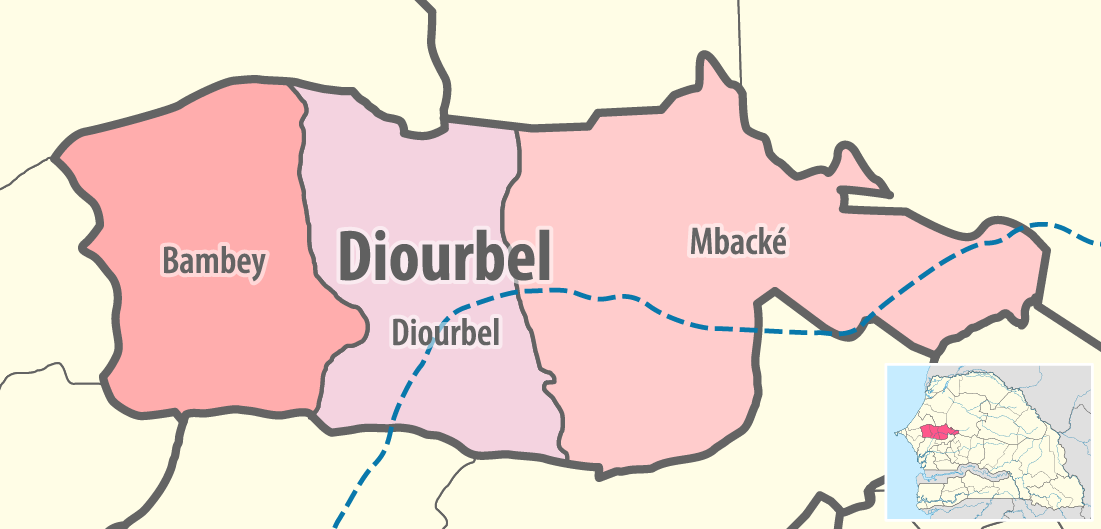
ジュルベル州の県

- バンベイ県 (Département de Bambey)
- ジュルベル県 (Département de Diourbel)
- ンバケ県 (Département de Mbacké)